# Чакири-мудун
Чакири-мудун (Чакири-мудунь, Чакири-модун) — земляной вал в Приморском крае времён Бохайского государства.
Название вала исследователи переводят с маньчжурского как «Сырой вал» или «Вал из сухой земли». Есть гипотеза, отождествляющая его с валом Качар-модун, о котором осталось письменное свидетельство Марко Поло.
Вал расположен в верховьях рек Илистая и Арсеньевка, и идёт от района села Анучино в западном направлении. По валу проходит пешая тропа. Специалисты считают, что вал был построен как пограничное сооружение, на что указывает и расположенная рядом с ним крепость Фурдань-Хотунь.
Вал упоминается в книге В. К. Арсеньева «В горах Сихотэ-Алиня»:
Завернувшись в одеяло, я лёг около огня и сквозь дремоту слышал, как Чжан-Бао рассказывал казакам о Великой китайской стене, которая тянется на 7000 ли и которой нет равной во всем мире. По ассоциации я вспомнил вал Чакири Мудун, который начинается где-то около Даубихе в Уссурийском крае и на многие десятки километров тянется сквозь тайгу с востока на запад. Вот он поднимается на гору, дальше контуры его становятся расплывчатыми, неясными, и, наконец, он совсем теряется в туманной мгле…